# Governo Adenauer I
Il primo governo Adenauer è stato il primo governo federale della storia della Repubblica Federale Tedesca, in carica dal 20 settembre 1949 al 6 ottobre 1953 durante la prima legislatura del Bundestag.
Le istituzioni della Repubblica vennero formate dopo l'approvazione della Costituzione tedesca il 23 maggio ed Adenauer formò il suo governo il 20 settembre. Il governo era sostenuto da una coalizione di centro-destra formata da: CDU/CSU, Partito Liberale Democratico e Partito Tedesco.
Sarà il primo dei cinque governi guidati da Konrad Adenauer.

## Situazione Parlamentare
| Camera    | Collocazione | Partiti                                                          | Seggi     |
| --------- | ------------ | ---------------------------------------------------------------- | --------- |
| Bundestag | Maggioranza  | CDU (115), CSU (24), FDP (52), DP (17), Z (10), Indipendenti (3) | 221 / 402 |
| Bundestag | Opposizione  | SPD (131), KPD (15), BP (17), WAV (12), DKP/DRP (5), SSW (1)     | 181 / 402 |

## Composizione
| Ministero                                                   | Nome | Nome                                   | Partito      |
| ----------------------------------------------------------- | ---- | -------------------------------------- | ------------ |
| Cancelliere federale                                        |      | Konrad Adenauer                        | CDU          |
| Affari esteri Ministero creato dal 15/03/1951               |      | Konrad Adenauer                        | CDU          |
| Piano Marshall, vice-cancelliere                            |      | Franz Blücher                          | FDP          |
| Interni                                                     |      | Gustav Heinemann Fino all'11/10/1950   | CDU          |
| Interni                                                     |      | Robert Lehr Dal 13/10/1950             | CDU          |
| Giustizia                                                   |      | Thomas Dehler                          | FDP          |
| Finanze                                                     |      | Fritz Schäffer                         | CSU          |
| Economia                                                    |      | Ludwig Erhard                          | Indipendente |
| Agricoltura e foreste                                       |      | Wilhelm Niklas                         | CSU          |
| Lavoro                                                      |      | Anton Storch                           | CDU          |
| Trasporti                                                   |      | Hans-Christoph Seebohm                 | DP           |
| Telecomunicazioni Dal 01/04/1950: Poste e telecomunicazioni |      | Hans Schuberth                         | CSU          |
| Alloggi                                                     |      | Eberhard Wildermuth Fino al 09/02/1952 | FDP          |
| Alloggi                                                     |      | Fritz Neumayer dal 19/07/1952          | FDP          |
| Espulsi e rifugiati                                         |      | Hans Lukaschek                         | CDU          |
| Questioni pan-tedesche                                      |      | Jakob Kaiser                           | CDU          |
| Affari federali                                             |      | Heinrich Hellwege                      | DP           |